# Henrik Toft Hansen
Henrik Toft Hansen (Skive, 18 de dezembro de 1986) é um handebolista profissional dinamarquês, campeão olímpico.

## Carreira
Henrik Toft Hansen fez parte do elenco medalha de ouro na Rio 2016.